# 保山站 (南浦市)
保山站（韓語：보산역）是朝鮮民主主義人民共和國南浦特别市千里马区域保山洞的一個鐵路車站，属于保山線。

## 邻近车站
保山線
江西站 - 保山站